# Dasynemoides cristatus
Dasynemoides cristatus är en rundmaskart som beskrevs av Gerlach 1957. Dasynemoides cristatus ingår i släktet Dasynemoides och familjen Ceramonematidae. Inga underarter finns listade i Catalogue of Life.